# Zona de controle

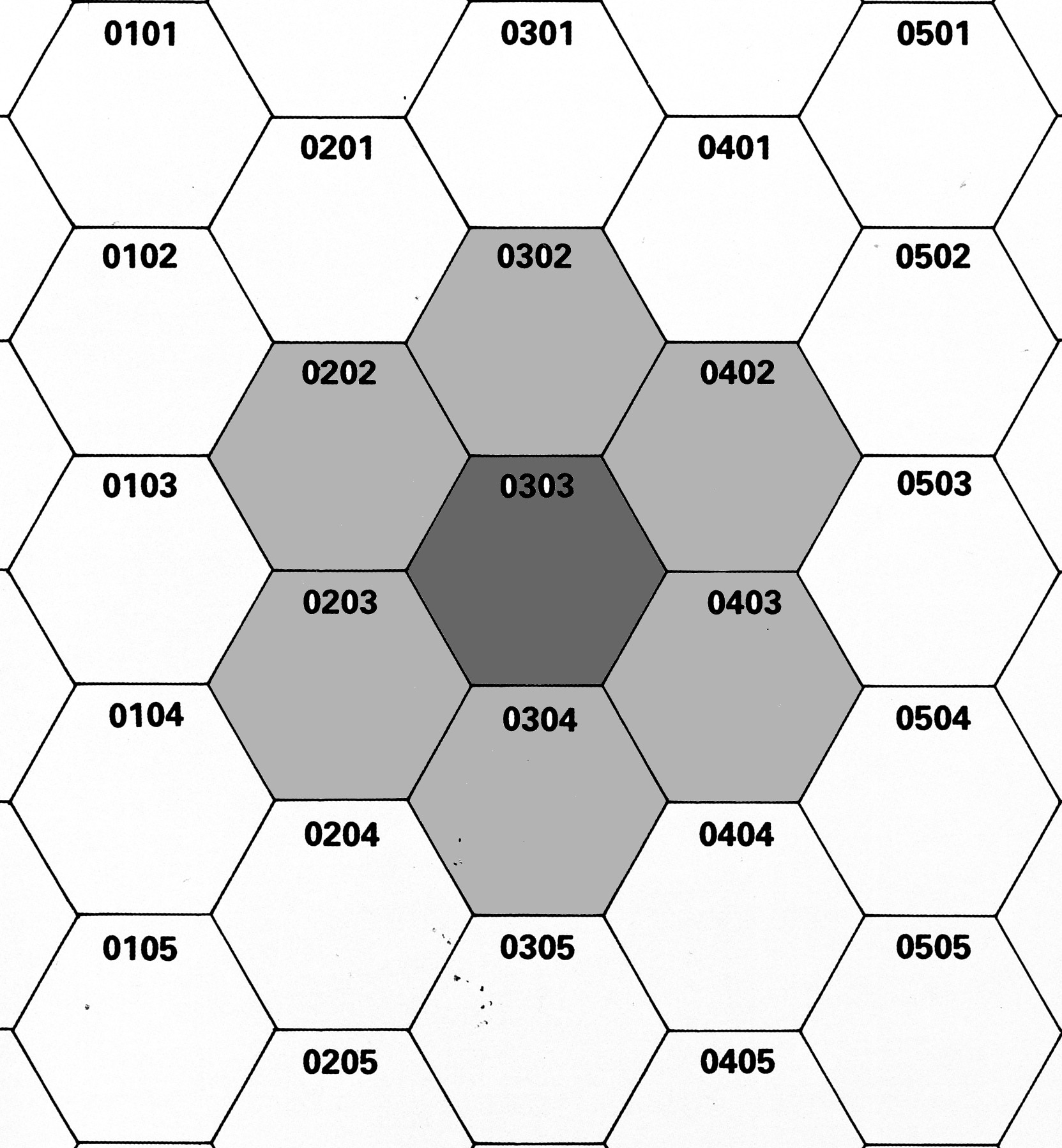
Conceito de uma Zona de controle (ZOC). As casas que circundam e estão fazendo contato com o hexágono central (0303) estão em sua zona de controle.

Em wargames de tabuleiro, zonas de controle (ZOC - do inglês: zones of control) representam as casas adjacentes às casas que estão ocupadas por uma unidade.  Por exemplo, em um mapa com casas hexagonais, os seis hexágonos adjacentes ao hexágono ocupado pela unidade seriam considerados estar em sua "zona de controle".

## Efeitos no jogo
Zonas de controle comumente são usadas para representar a parte do mapa sobre o qual uma formação de militares em terra tem uma influência direta, devido ao alcance das suas armas e à distância que as suas sub-unidades podem se estender a partir de seu centro de gravidade. As regras de jogo muitas vezes incluem efeitos específicos associados com uma zona de controle. Efeitos típicos incluem um ou mais dos seguintes:

### Efeitos no movimento
- ZOC com Bloqueio. Evita o movimento posterior, incluindo avanços voluntários ou recuos. Unidades devem parar ao entrar em um hexágono controlado pelo inimigo e só podem deixar a ZOC como resultado do combate.[4] Um exemplo de jogo que usa o efeito de bloqueio em ZOCs é o jogo Kassala, publicado no livro The Complete Book of Wargames.[5]
- ZOC Rígida. Evita o movimento posterior no turno atual, incluindo avanços voluntários ou recuos. Unidades devem parar ao entrar em um hexágono controlado pelo inimigo e só podem deixar a ZOC como resultado do combate ou no início da fase seguinte.[4]
- ZOC Fluida ou Elástica. Unidades podem entrar e sair de ZOC pagando para isto um custo adicional em pontos de movimento.[4]
- ZOC Livre. ZOC não tem qualquer efeito no movimento.[4]
- ZOC com Modelo híbrido. Alguns jogos apresentam efeitos no movimento de forma híbrida, como no caso do jogo Superpowers at war da Strategy & Tactics. Neste jogo, as unidades devem parar seu movimento ao entrar em uma ZOC. Mas, a cada movimento por uma casa pertencente a uma ZOC inimiga as unidades devem ter um custo adicional de 1 unidade de movimento. Contudo, é possível se transitar de uma ZOC inimiga para outra.[6]

### Efeitos em combate
- Ativo. Exige que toda unidade inimiga que esteja em uma ZOC amiga seja atacada na fase de combate.[4]
- Inativo. Não há exigências quanto ao combate.[4]
- Fogo de oportunidade. Em certos wargames, como por exemplo o jogo Ruweisat ridge da Strategy & Tactics, uma unidade quando entra em uma ZOC inimiga está sujeita ao fogo de oportunidade. Esta é uma opção da unidade que teve sua ZOC penetrada pela unidade adversária.[7]

### Efeitos quanto aos suprimentos
- Interdição. Proíbe que o caminho das linhas de suprimento do inimigo passem por uma ZOC de uma unidade amiga.[4]
- Supressão. Proíbe que o caminho das linhas de suprimento do inimigo passem por uma ZOC de uma unidade amiga a menos que esta esteja ocupada por uma unidade do inimigo.[4]
- Permissiva. Não afeta a linha de suprimentos.[4]

### Efeitos quanto ao recuo
- Interdição. proíbe o recuo do inimigo por um caminho que passe por uma ZOC de uma unidade amiga.[4] Uma unidade que não tenha opção de recuo é eliminada.
- Supressão. Proíbe o recuo do inimigo por um caminho que passe por uma ZOC de uma unidade amiga a menos que esta esteja ocupada por uma unidade do inimigo.[4] Uma unidade que não tenha opção de recuo é eliminada.
- Permissiva. Não afeta o recuo.[4]

### Efeitos quanto a unidades escondidas
- Exposição. Revela unidades inimigas escondidas.

### Efeitos quanto a ZOC de unidades inimigas
- Anulação. Anula parcialmente os efeitos de uma ZOC inimiga.

## Uso em estratégia
Zonas de controle também representam o efeito indireto que tem uma formação sobre a velocidade do movimento de uma unidade inimiga em sua vizinhança. Isto é, unidades atrás das linhas amigas, e distantes das zonas de controle do inimigo, podem mover-se quase na velocidade de estrada sob muitas condições, enquanto que, uma vez que se aproximam uma unidade inimiga - e assim entram em sua zona de controle - a sua taxa de movimento tende a diminuir dramaticamente, talvez para somente alguns metros por hora, o que em termos de jogo é indistinguível de parar na presença do inimigo.
Jogos de estratégia, usam geralmente zonas de controle como um método para equilibrar o combate e conceder força extra para unidades emparelhadas. O uso de zonas de controle na formação de linhas de defesa permite a economia de unidades e é uma ferramenta útil na estratégia de defesa do jogador que tem um exército menos favorecido no jogo.
Existem diversas maneiras de se posicionar as unidades em uma linha defensiva. A Figura 1 ilustra uma disposição compacta sem espaço entre as unidades. O principal problema desta disposição é o desperdício de unidades que provavelmente são poucas, uma vez que o jogador está em uma estratégia defensiva. Esta disposição só é melhor do que a mostrada na Figura 3. A Figura 2 ilustra uma boa forma de defesa sem desperdício de unidades. É a melhor forma de se defender em jogos onde a zona de controle é rígida. A Figura 3 ilustra uma formação defensiva frágil, com 2 hexes de espaçamento entre as unidades. Esta formação permite que as unidades sejam atacadas por 3 lados o que além de dar uam desvantagem na relação ataque-defesa, pode permitir, posteriormente, o cerco de algumas das unidades defensivas. É a pior das três formações defensivas.

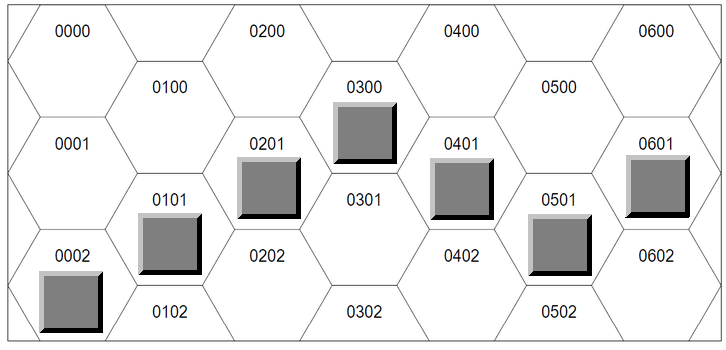
Figura 1:Linha defensiva sem espaçamento entre as unidades
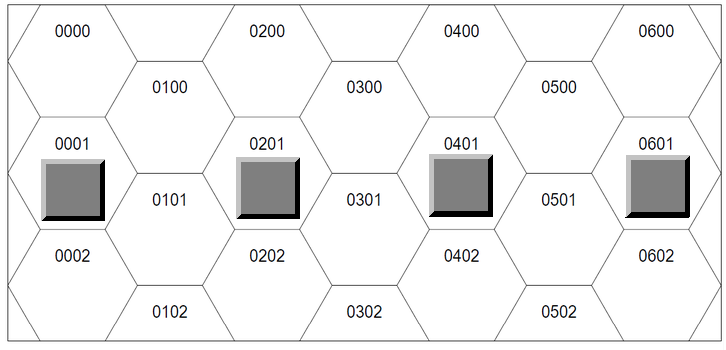
Figura 2:Linha defensiva com espaçamento de 1 hex
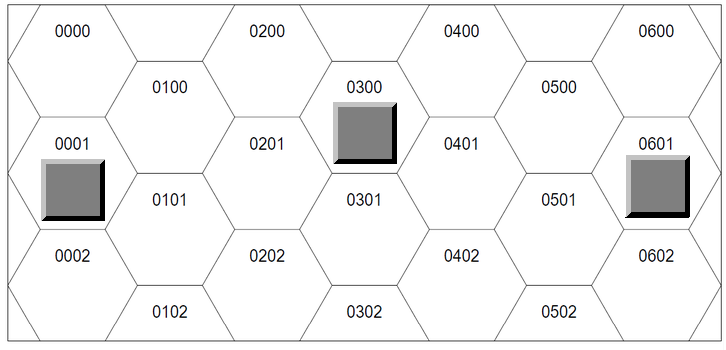
Figura 3:Linha defensiva com espaçamento de 2 hexes